# ニコラス・トリトン
ニコラス・トリトン（ラテン語: Nicholas Tritton、1984年7月20日 - ）はカナダのオンタリオ州出身の男子柔道家。身長170cm。

## 来歴
2008年の北京オリンピックでは73kg級に出場するも、初戦で敗れた。2009年から2年連続してグランドスラム・東京で3位になった。2010年のパンナム選手権では優勝した。

## 主な戦績
- 2005年 - チェコ国際　優勝
- 2005年 - アメリカ国際　優勝
- 2005年 - フランス語圏競技大会　3位
- 2007年 - パンナム選手権　3位
- 2007年 - パンアメリカン競技大会　3位
- 2008年 - パンナム選手権　3位
- 2009年 - パンナム選手権　2位
- 2009年 - フランス語圏競技大会　2位
- 2009年 - グランドスラム・東京　3位
- 2010年 - パンナム選手権　優勝
- 2010年 - ワールドカップ・マイアミ　優勝
- 2010年 - グランドスラム・東京　3位
- 2011年 - パンナム選手権　3位
- 2011年 - パンアメリカン競技大会　3位

## 参照
- カナダにおける柔道